# John Barbour

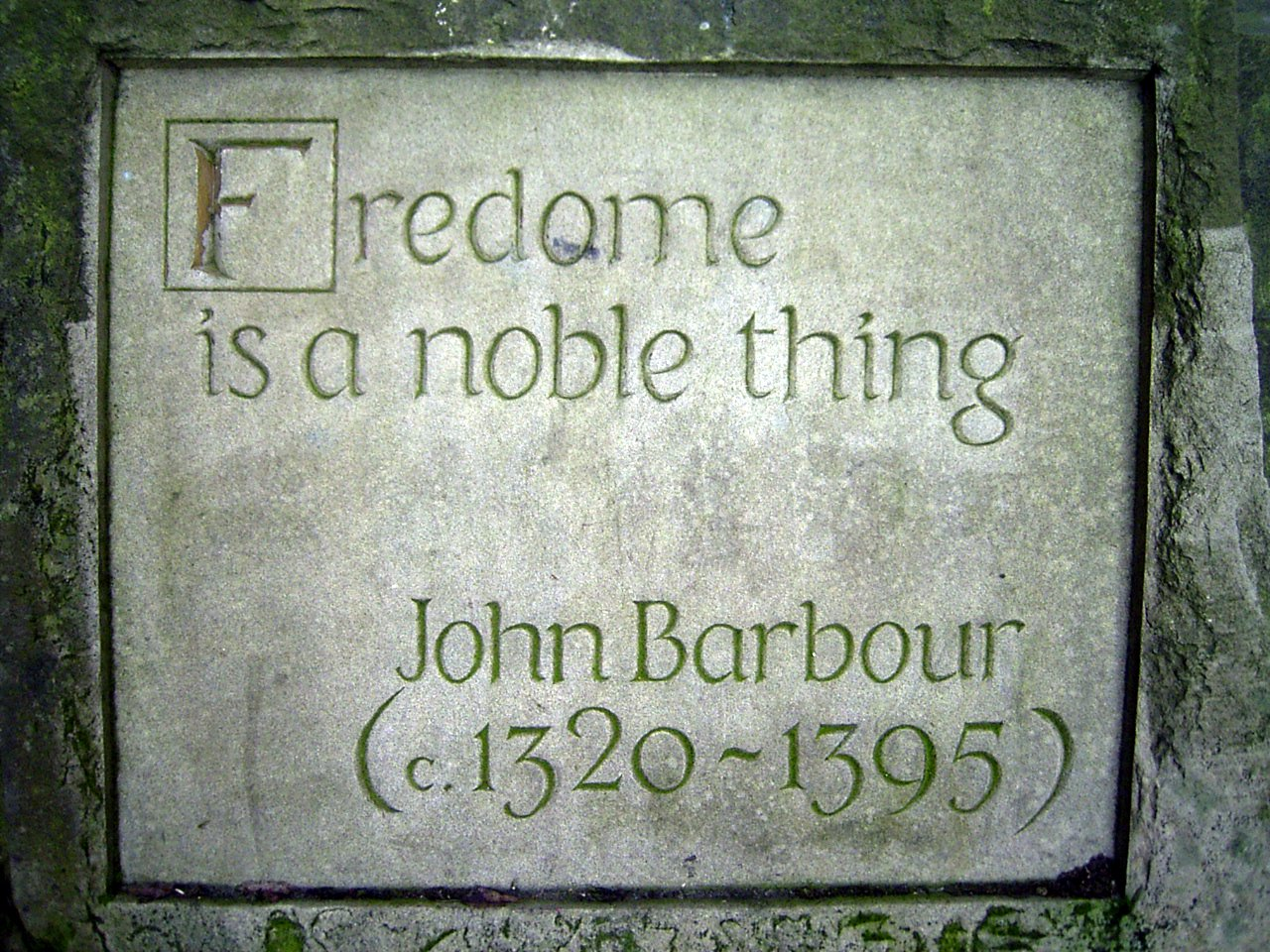
Minnestavla med ett citat av John Barbour utanför Skottlands författarmuseum i Edinburgh.

John Barbour, född omkring 1320 och död 13 mars 1395, var en skotsk poet.
Barbours stora epos The Bruce skildrar Skottlands frihetskamp under Robert Bruce.